# Христо Темелски
Доц. д-р Христо Иванов Христов (Темелски) е български историк, директор на Църковно-историческия и архивен институт при Българската патриаршия.

## Биография
Роден е на 20 юли 1948 г. в село Шумата, Севлиевско. Завършва гимназия в Севлиево, а след това – история в Софийски университет „Св. Климент Охридски“. Още като студент се ориентира към църковното ни минало.
В периода 1976 - 1982 е уредник в Историческия музей в Севлиево. От 1982 е кандидат на историческите науки за теза Великотърновските манастири през Възраждането. В периода 1982 - 1984 - хоноруван специалист в Софийския университет.
През 1985-1986 г. специализира в Източно-църковния институт в Регенсбург, Западна Германия. През 1989 г. се хабилитира
От 1986 година е и. д. директор, а от 1995 година е директор на Църковноисторическия и архивен институт при Българската патриаршия.
Автор и съставител на над 35 книги, над 600 статии и студии в областта на българската църковна история.
Умира на 11 април 2025 година след кратко, но тежко боледуване.